# 巴雷特冰川
84°37′S 174°10′W / 84.617°S 174.167°W
巴雷特冰川是南極洲的冰川，位於杜費克海岸，全長30公里，流經奧拉夫王子山脈和加布羅山，最終注入羅斯冰架，以新西蘭探險隊的地質學家命名。